# 勝山館
勝山館（かつやまだて）は、北海道檜山郡上ノ国町にあった中世の日本の城（山城）。昭和52年（1977年）4月12日、「上之国館跡」のうちの一つ「勝山館跡」として国の史跡に指定された。

## 概要
築城年代は不明だが、館北端にある館神八幡宮（たてがみはちまんぐう）の創建が文明5年（1473年）と伝えられているため、この頃の築城と推定されている。蠣崎信広あるいはその子光広以降、蠣崎氏の本拠地とされていたが、光広の時代の永正11年（1514年）に松前の徳山館に本拠を移転して以降は、主要な副城として脇館転じて「和喜の館」と称され一族を配した。
夷王山の中腹、南から北へと伸びる斜面を利用して長さ270m、幅100mで総面積20.9haの規模を有する。さらに城の背後から山頂に向かって中世和人の墳墓群（夷王山墳墓群）が存在する。
戦後、夷王山墳墓群の調査が先行され、館そのものの本格的調査は昭和52年（1977年）の史跡指定後の昭和54年（1979年）になってからである。その結果、15世紀後期から16世紀後期にかけての陶磁器・金属器・漆器・骨角器など7万点におよぶ遺物が出土しており、主要な遺物921点が国の重要文化財に指定されている。
2017年（平成29年）4月6日、続日本100名城（102番）に選定された。